# Helldivers 2
Helldivers 2 est un jeu vidéo de tir, développé par Arrowhead Game Studios et édité par Sony Interactive Entertainment, sorti le 8 février 2024 pour la PlayStation 5 et Microsoft Windows, et le 26 août 2025 sur Xbox Series.
Il est la suite du jeu Helldivers sorti en 2015. Contrairement au premier opus, qui est un jeu de tir en vue isométrique (shoot 'em up), Helldivers 2 est un jeu de tir à la troisième personne.

## Trame

### Univers
Le jeu se déroule dans un univers de science-fiction futuriste à l'échelle de la Voie lactée. L'espèce humaine, après une Troisième Guerre mondiale ayant opposé deux superpuissances au début du XXIe siècle, s'est reconstruite autour d'un gouvernement fédéral mondial : la Fédération de la Super-Terre. Bien que la Super-Terre promeuve constamment les valeurs de liberté et de démocratie par le biais d'une intense propagande, il s'agit en réalité d'un régime fasciste : patriotisme aveugle, criminalisation de la critique et de l'opposition, militarisme et incitation au sacrifice font partie intégrante de cette société.
L'humanité colonise la galaxie à partir de l'an 2044, rentrant en contact pour la première fois avec des espèces extraterrestres : les Insectes et les Illuminés. La rencontre tourne toutefois au conflit armé avec les deux espèces tandis que la Fédération est également confrontée à une opposition humaine séparatiste hostile au régime de la Super-Terre, animée par les idéaux socialistes. Déchus de leurs droits civiques et bannis sur l'hostile planète Cyberstan, les séparatistes ont dû adapter leur organisme pour survivre, remplaçant les parties de leurs corps par des implants cybernétiques et devenant ainsi des Cyborgs.
Après quarante ans de guerre sur trois fronts différents, la Super-Terre déploie une arme secrète : les Helldivers, des soldats d'élite intégralement fanatisés et dévoués corps et âmes à la cause du régime. En seulement une quarantaine de jours, les Helldivers permettent la victoire décisive de la Super-Terre. Les trois factions ennemis connaissent des destins différents : les Insectes sont mis en élevage pour exploiter le liquide servant de carburant contenu dans leur organisme, les Cyborgs sont enfermés dans les mines de Cyberstan tandis que les Illuminés sont chassés hors de la galaxie. Une longue période de paix et de prospérité commence alors pour la Super-Terre.

### Scénario
En l'an 2184, un siècle après les évènements du premier opus, la Fédération de la Super-Terre a vaincu les trois races qui la menaçaient et ouvert la période de la Grande Démocratisation de la Galaxie. Mais après cette période de paix dorée et de colonisation interstellaire, les anciens adversaires reviennent sous une forme plus évoluée et menacent à nouveau la Super-Terre : les Terminides, race d'insecte qui s'est échappé des centres d'élevages humains, attaquent le flanc oriental de la Fédération, tandis que les Automatons, des Cyborgs améliorés, s'en prennent au flanc occidental. Face à cette nouvelle guerre galactique, la Super-Terre fait de nouveau appel à l'élite de ses défenseurs : les Helldivers,.

## Système de jeu

### Généralités

#### Vaisseau
Le joueur apparaît à chaque lancement du jeu dans son vaisseau personnel, dont il peut personnaliser le nom selon un ensemble de termes proposés par le jeu, et qui sert de hub. Il contrôle un Helldiver en vue à la troisième personne, dont il peut personnaliser la voix — et donc le genre — ainsi que les interactions et les éléments d'armure. Il peut acheter des armes, des armures et des améliorations de vaisseau grâce aux ressources qu'il possède.
Il peut accéder à la carte galactique, située sur le pont du vaisseau, pour sélectionner une planète sur laquelle il est nécessaire d'intervenir et choisir une opération puis une mission, dont l'accomplissement lui donne expérience et argent. Chaque opération contient un nombre de mission allant de 1 à 3 selon la difficulté : les récompenses données en fin de mission augmentent selon la complétion globale d'une opération. Toutefois, la progression sur une opération est perdue si le joueur en commence une autre. Les récompenses sont également plus élevées si la difficulté choisie l'est d'autant. Le joueur débloque une difficulté s'il parvient à compléter une opération entière dans le niveau de difficulté inférieur.

#### Équipement des joueurs
Selon les paramètres de confidentialité de la partie, d'autres joueurs peuvent rejoindre la session de jeu de manière à former une équipe composée au maximum de quatre joueurs. Une fois la mission sélectionnée, les joueurs peuvent choisir leurs armes et sélectionner jusqu'à quatre stratagèmes, en réalité des largages aériens. Les stratagèmes incluent entre autres des bombes à fragmentation, des mitrailleuses, des générateurs de boucliers ou encore des modules de ravitaillement contenant des armes spéciales à usage limité.
Il est possible que plusieurs joueurs sélectionnent un même stratagème. Chaque joueur peut enfin choisir un bonus qui est donnée à toute l'équipe au cours de la mission : le bonus ne peut par conséquent être pris que par un seul joueur, mais est appliqué à toute l'équipe. Selon les informations à leur disposition en visualisant la carte de la mission, ils peuvent suggérer leur lieu d'atterrissage. Toutefois, seul le propriétaire de la session désigne le lieu effectif. Une fois les joueurs déclarés prêts, ils sont envoyés sur la carte.

#### Objectifs de mission
À la suite de leur atterrissage, les joueurs disposent d'un temps limité afin d'accomplir leur objectif principal. Des objectifs secondaires ainsi que des bases ennemies sont également présents au sein du niveau mais nécessitent de l'exploration pour être localisées : accomplir les premiers et détruire les secondes augmentent les récompenses reçues à la fin de la mission. Plusieurs patrouilles ennemis parcourent également la zone, les joueurs pouvant au choix les éviter ou à contrario engager le combat. Les ennemis peuvent également avoir l'opportunité d'appeler des renforts. Lorsque les joueurs fouillent la carte, ils peuvent également trouver des armes lourdes, des munitions, de la santé, des échantillons d'ennemis et des crédits.

#### Utilisation des stratagèmes
Les joueurs peuvent utiliser leurs stratagèmes dans la limite des temps de recharge et du nombre d'utilisations fixés. Pour cela, ils doivent activer le système d'appel des stratagèmes et réaliser une combinaison de touche correspondant au stratagème souhaité. Néanmoins, le tir allié étant actif, les joueurs doivent faire preuve de précaution pour éviter que leurs équipiers soient pris dans l'effet du stratagème. En cas de blessure, les joueurs doivent utiliser un stim pour se soigner.
En cas de mort d'un joueur, l'ensemble de son équipement est laissé à l'emplacement de son trépas, permettant à n'importe quel joueur de le récupérer. Un de ses équipiers peut appeler un stratagème de réanimation. Alors, un nouveau Helldiver contrôlé par le joueur tué atterrit. Si aucun joueur n'est en vie pour appeler une réanimation, le jeu invoque de lui-même une réanimation pour l'ensemble des joueurs. Les réanimations sont toutefois limités pendant la mission et dépendent de la taille de l'escouade (5 vies par joueurs pour l'ensemble de l'escouade mais pas de limite par joueur).
Si le temps dévolu à l'objectif arrive à son terme, l'utilisation des stratagèmes — réanimation incluse — est rendue impossible jusqu'à la fin de la mission. S'ils n'avaient pas réussi l'objectif à temps, il est en échec, même s'ils arrivent à évacuer.

#### Évacuation
Une fois l'objectif principal accompli, les joueurs peuvent se rendre au point d'extraction à partir duquel ils peuvent appeler la navette destinée à les évacuer. Ils doivent alors tenir leur position le temps qu'elle arrive : s'éloigner de la zone d'extraction annule le processus d'extraction, les obligeant à rappeler la navette avec un compte à rebours réinitialisé. Une fois la navette à terre, les joueurs sont libres de rester mais si l'un d'eux entre à l'intérieur, les autres disposent de vingt secondes pour en faire de même avant qu'elle ne parte.
Toutefois, si le temps de mission est dépassé, la navette déclenche automatiquement son arrivée et quitte la zone vingt secondes après son atterrissage, peu importe si les joueurs se trouvent à son bord. La navette s'éloigne également de la zone si elle encaisse trop de dégâts, mettant un terme à la mission.
Selon les objectifs accomplis, les joueurs obtiennent de l'expérience et rajoutent les échantillons qu'ils portaient lors de l'évacuation à leur inventaire.

#### Ordres de mission
Les conflits galactiques, trame de fond de l'histoire, sont animés par un maître du jeu du studio,. Ainsi, des objectifs sont donnés chaque jour aux joueurs pour l'obtention de récompense supplémentaires. Un objectif plus important et collectif est déterminé chaque semaine à l'ensemble des joueurs qui doivent unir leurs forces sur ce programme commun tels que la reprise d'une planète, l'extermination d'un nombre donné d'ennemis, etc.

## Développement
Helldivers 2 est développé par le studio suédois Arrowhead Game Studios. Comme l'opus précédent, il s'inspire largement du film Starship Troopers de 1997.
Le 3 décembre 2020, Arrowhead Game Studios révèle qu'il travaille sur un nouveau projet qui doit sortir sur PlayStation 5. Il confirme également que le jeu est du genre tir à la troisième personne. Johan Pilestedt, PDG et directeur du jeu, déclare : « nous sommes incroyablement enthousiastes à l'idée de créer une nouvelle expérience coopérative de nouvelle génération pour nos fans et notre communauté. Nous recherchons des développeurs talentueux pour nous rejoindre dans ce voyage et nous sommes impatients de partager plus de détails sur le projet à une date ultérieure ».
Le 13 septembre 2021, Helldivers 2 est mentionné dans une fuite du GeForce Now,. Le jeu est ensuite teasé dans une publication TikTok mise en ligne par les développeurs : Le responsable des médias sociaux d'Arrowhead commence sa journée de travail, qui est ensuite suivie d'une série de messages de fans leur demandant de sortir le jeu. Par la suite, une partie de la bande-annonce du jeu est divulguée, mais elle est cependant supprimée.
Le 24 mai 2023, Helldivers 2 est annoncé lors d'un PlayStation Showcase, qui indique que le jeu sortira plus tard en 2023. Le 6 juillet 2023, une bande-annonce présentant le gameplay du jeu est publiée,. Le 30 juillet 2023, des rumeurs affirment que le jeu sortira en octobre 2023. Le même jour, le jeu reçoit la notation « Mature » de l'ESRB pour « sang et gore » et « violence intense ». Le 14 septembre 2023, le gameplay est dévoilé lors d'un événement State of Play (en). Lors de cette diffusion, le jeu reçoit une date de sortie officielle, fixée au 8 février 2024. Les précommandes du jeu sont devenues disponibles à partir du 22 septembre 2023.
Le 3 juillet 2025, il est annoncé que le jeu sortira sur Xbox Series le 26 août 2025, jour de la sortie de Gears of War : Reloaded. Le portage est développé par Nixxes Software et est publié par Playstation.

## Accueil

### Critiques
Helldivers 2 reçoit un accueil « généralement favorable », avec un score de 83 % rapporté par les agrégateurs de notes OpenCritic et Metacritic.
Pour Théo Dezalay, ancien rédacteur en chef adjoint de Canard PC, le jeu est une satire du fascisme, « qui reprend les codes des dictatures pour mieux les tourner en ridicule ». Le jeu présente une filiation intellectuelle avec Starship Troopers,. S'il reprend un argument classique dans ce type de jeu, combattre les ennemis pour le bien de la nation, à l'instar du scénario de base de Call of Duty, la torture de ces ennemis — extraterrestres « xénophobes » se présentant sous forme d'insectes géants ou  robots « socialistes » rappelant les Terminators — est poussée jusqu'à l'absurde. S'ajoute à cet argument de base un emploi démesuré d'éléments de langage : si le gouvernement dictatorial de Super-Terre envoie les joueurs massacrer les ennemis, c'est à cause des « ambitions expansionnistes » de ces derniers ; et en réalité, il ne s'agit pas d'une dictature, mais simplement d'une « démocratie contrôlée », qui a sauvé l’humanité de « l’anarchie démocratique ». Numerama insiste quant à lui sur la quasi obligation de jouer en mode collaboratif à quatre joueurs, un jeu en solitaire, bien que possible, s'avérant un peu ennuyeux car ne permettant pas les gags induits par le jeu à plusieurs, extermination de ses propres alliés inclus.

### Distinctions
Aux Game Awards 2024, Helldivers 2 est nommé pour les récompenses du « meilleur jeu d'action » et du « meilleur lien avec sa communauté », et il remporte les prix du « meilleur jeu multijoueur » et celui du « meilleur jeu en évolution ».
| Liste des prix et nominations de Hellivers 2 | Liste des prix et nominations de Hellivers 2 | Liste des prix et nominations de Hellivers 2 | Liste des prix et nominations de Hellivers 2 | Liste des prix et nominations de Hellivers 2 |
| Prix                                         | Date                                         | Catégorie                                    | Résultat                                     | Réf.                                         |
| -------------------------------------------- | -------------------------------------------- | -------------------------------------------- | -------------------------------------------- | -------------------------------------------- |
| Golden Joystick Awards                       | 21 novembre 2024                             | Meilleur jeu multijoueur                     | Lauréat                                      | ,                                            |
| Golden Joystick Awards                       | 21 novembre 2024                             | Jeu de l'année sur consoles                  | Lauréat                                      | ,                                            |
| Golden Joystick Awards                       | 21 novembre 2024                             | Meilleure bande-annonce                      | Lauréat                                      | ,                                            |
| Golden Joystick Awards                       | 21 novembre 2024                             | Choix de la critique                         | Lauréat                                      | ,                                            |
| Golden Joystick Awards                       | 21 novembre 2024                             | Jeu ultime de l'année                        | Nomination                                   | ,                                            |
| TIGA Awards (en)                             | 28 novembre 2024                             | Jeu de l'année                               | Lauréat                                      | ,                                            |
| TIGA Awards (en)                             | 28 novembre 2024                             | Meilleure innovation technique               | Lauréat                                      | ,                                            |
| TIGA Awards (en)                             | 28 novembre 2024                             | Meilleur conception visuelle                 | Lauréat                                      | ,                                            |
| Game Awards                                  | 12 décembre 2024                             | Meilleur jeu en évolution                    | Lauréat                                      | ,                                            |
| Game Awards                                  | 12 décembre 2024                             | Meilleur jeu multijoueur                     | Lauréat                                      | ,                                            |
| Game Awards                                  | 12 décembre 2024                             | Meilleur jeu d'action                        | Nomination                                   | ,                                            |
| Game Awards                                  | 12 décembre 2024                             | Meilleur lien avec sa communauté             | Nomination                                   | ,                                            |

### Ventes
En mai 2024, Helldivers 2 s'est écoulé à plus de 12 millions d'exemplaires. Le 21 novembre 2024, lors de l'événement Golden Joystick Awards, Arrowhead confirme le cap franchi des quinze millions de ventes.